# Plan de marketing
Planul de marketing este o strategie detaliată a modului în care efortul depus de marketingul unui produs sau serviciu este răsplătit financiar. Un plan de marketing inteligent va lua în calcul elemente importante precum costuri de distribuție, costuri de producție, cheltuieli de publicitate, precum și orice alte cheltuieli referitoare la  identificarea și promovarea produselor respective consumatorilor de pe piețele vizate.
Planul de markering se poate concentra pe strategiile referitoare la o perioada de 12 luni, din anul calendaristic următor, sau se poate întinde pe 3 până la 5 ani. Deși nu e nevoie în orice situație, multe companii apelează la serviciile unui specialist în marketing. Specialistul in marketing poate fi asociat cu reprezentanți ai companiilor specializate angajate în acest sens (agenții de consultanță în marketing, relații publice etc.) sau poate face parte din compania respectivă. În ambele cazuri, specialistul lucrează cu alte persoane din structura companiei pentru a dezvolta un plan care sa atragă agenții de publicitate dar si consumatorii.
Un plan de marketing cu adevarat solid merge dincolo de definirea obiectivelor generale. Deseori planul este foarte detaliat, unde fiecare obiectiv specific stabilit este analizat si descris in detaliu. Impreuna cu stabilirea acestor obiective specifice trebuie, de asemenea realizata o listă unde se va specifica pașii de acțiune precizați pentru fiecare obiectiv in parte. Acest lucru ajută creatorul campaniei de marketing să identifice obiectivul dar si modalitațile în care se va obține atingerea obiectivului.
Dezvoltarea unui plan de marketing adecvat implică utilizarea informației din mai multe surse diferite. Opinia agenților de publlicitate în legatură cu linia de produse este foarte importantă. Directorii de companii furnizează informatii privind procesul de fabricație si costurile asociate creării produselor. Directorii de marketing identifică publicul ținta, definesc caracteristicile ce se aplică acestei baze de consum și modul în care linia de produse va satisface nevoile și dorințele.
Chiar daca exista șabloane pentru crearea de planuri de marketing, e dificil să umpli spațiile libere cu un formular care să ofere un plan functional. Cu toate acestea, acele șabloane sunt utile pentru crearea unei baze a planului de marketing, care e orientat în mod specific spre produsele ce vor fi comercializate.